# Dance Hall Days
Dance Hall Days is een nummer van de Britse band Wang Chung. Het is de eerste single van hun tweede studioalbum Points on the Curve uit 1983. In januari 1984 werd het nummer op single uitgebracht. Pas in 2019 werd het nummer op cd-single uitgebracht.

## Achtergrond
De plaat werd een wereldwijde hit en in veel landen ook de enige hit voor Wang Chung. In thuisland het Verenigd Koninkrijk bereikte de plaat een bescheiden 21e positie in de UK Singles Chart. In Ierland werd de 12e positie bereikt, Australië de 7e, Nieuw-Zeeland en Zweden de 9e, Canada de 6e, de VS de 16e, Frankrijk de 25e en in Duitsland en Zwitserland de  5e positie.
Succesvoller was de plaat in het Nederlandse taalgebied. In Nederland werd de plaat veel gedraaid op Hilversum 3 en werd een hit in de destijds drie landelijke hitlijsten op de nationale publieke popzender. De plaat bereikte de 9e positie in de Nederlandse Top 40, de 10e positie in de Nationale Hitparade en piekte op een 8e positie in de TROS Top 50. In de Europese hitlijst op Hilversum 3, de TROS Europarade, werd de 6e positie behaald. 
In België bereikte de plaat de 3e positie in zowel de voorloper van de Vlaamse Ultratop 50 als de Vlaamse Radio 2 Top 30. In Wallonië werd géén noteting behaald. 